# Елиас Канети
Елиас Канети (на немски: Elias Canetti) е немскоезичен писател (белетрист, есеист, драматург), роден в Русе, България от сефарадско-еврейски произход. Получава Нобелова награда за литература (като австрийски писател) през 1981 г.

## Живот
Роден в Русе в семейството на Жак Канети и Матилда Ардити. Майчиният му език е ладинският. Родът на баща му, който е сефарадски, се мести от Одрин в Русе през XIX век, където представителите му развиват успешен търговски бизнес. Майка му е от сефарадския род Ардити, които са сред основателите на еврейската колония в Русе в края на XVIII век. Негови по-малки братя са музикалният продуцент Жак Канети и лекарят Жорж Канети.
Прекарва детските си години в Русе. Семейството се мести (1911) в Манчестър, където баща му се включва в бизнеса на шуреите си. Баща му внезапно умира през 1912 г. – според Канети това става при вестта за избухването на Балканската война. Семейство Канети се мести в Лозана и после във Виена. Елиас научава немски език, като по онова време той вече ползва български, английски и френски. После семейството се мести първо в Цюрих (1916 – 1921), а след това (до 1924 г.) – във Франкфурт, където той завършва гимназия. През 1924 г. става студент по химия във Виенския университет и завършва с докторат в 1929 г.
През 1934 г. Канети се жени за писателката Веза (Венециана) Таубнер-Калдерон (Veza [Venetiana] Taubner-Calderon, 1897 – 1963), която става негова муза и литературна помощничка. Канети остава отворен към връзки с други жени по време на брака си със съпругата си Веза. След присъединяването на Австрия към Нацистка Германия през 1938 г. и започналите гонения на евреите Канети заминава през Париж за Лондон и се заселва в Англия. Там преживява дълготрайна романтична връзка с австрийската художничка Мария-Луиза фон Мотесицки (Marie-Louise von Motesiczky), както и с ирландската поетеса Айрис Мърдок. След смъртта на жена му през 1963, той се жени за Хера Бушор (Hera Buschor, 1933 – 1988), с която има дъщеря Йохана (1972), музикантка.
Въпреки че е немскоезичен автор, Канети живее във Великобритания (като получава поданство през 1952 г.) до 1970-те години. Последните 20 години от живота си прекарва предимно в Цюрих, където пише своята автобиография (нейният 1-ви том е озаглавен „Спасеният език“). На 14 август 1994 г. Елиас Канети умира в Цюрих, оставяйки след себе си значимо творчество, преведено на повече от 25 езика.

## Творчество

### Възгледи
През 1920-те години негов литературен и философски образец е критикът Карл Краус, но по-късно Канети открито се обявява срещу схващанията му. Влияние над него упражняват също Франц Кафка, Георг Бюхнер и психоаналитичната школа на Зигмунд Фройд.
Философската позиция на Канети е противоположна на тази на Фройд. Той не приема съществуването у човека на нагон към смъртта, т. нар. танатос: „Не само смятам формулирането на нагона към смъртта за погрешно, но и не вярвам той да съществува“.
Така основни теми в творчеството на Канети стават смъртта и агресията. Тези идеи той въплъщава в пиесите си „Сватба“ (1932) и „Комедия на суетата“ (1934). В 1935 г. писателят публикува създадения още през 1931 г. единствен свой роман „Заслепението“, който остава незабелязан от критиката и е преоткрит едва в годините след Втората световна война.

### Opus magnum
Отнесъл в Лондон своите видения от детството в крайдунавския Русе и младежките си преживявания главно във Виена, той се заема да осмисли човешкото съществуване, проблемите на властта, масовите движения, смъртта, безумието – така в Лондон започва да работи над философския си труд „Маси и власт“, негов opus magnum, който завършва едва през 1960 г.
Опирайки се на феноменологическото описание на елементарния опит на пребиваването в масата, Канети разкрива различни състояния и динамика на масите, стигайки до важни изводи относно механиката на властта: масите и властта са свързани изначално и непрестанно. Писателят заявява: „Масите са единствената среда, в която човек може да отхвърли страха от съприкосновението“, и също: „Заради благодатния миг, когато никой не е нещо повече от другия и не е по-добър от него, хората се превръщат в маса“.

### Късни творби
Значими негови произведения от този период са записките му „Провинцията на човека“ (1973), характерологичните му етюди по образец на Теофраст „Подслушвачът“ (1974), есеистичният сборник „Съвестта на думите“ (1975), автобиографичните книги „Спасеният език“ (1977), „Факел в ухото“ (1980) и „Игра с очи“ (1985) и записките „Тайното сърце на часовника“ (1987).

## Признание
През 1981 г. Елиас Канети получава Нобеловата награда за литература за цялостното си творчество, характеризиращо се с далновидност, идейно богатство и художествена мощ. Прочути са думите му: „Всичко, което преживях по-късно, вече ми се бе случило в Русчук“. На церемонията в Стокхолм той казва: „Днес, след събитията в Хирошима, всеки знае какво представлява войната и тъкмо фактът, че всеки знае това, е нашата единствена надежда“.
В чест на писателя родният му град Русе учредява през 2005 г. националната литературна награда „Елиас Канети“.
По време на първата международна конференция в България (1992), посветена на творчеството на писателя, в Русе се учредява Международно дружество „Елиас Канети“. Сградата, в която е живяло семейство Канети преди изселването си от Русе, е запазена. Днес търговската сграда на фамилията се използва от Дружеството под името Дом Канети. По повод 100-годишнината от рождението на писателя в Русе през 2005 г. е открита паметна плоча на едноименния площад „Елиас Канети“, а Професионалната гимназия по икономика и управление приема името на нобелиста.

## Награди и отличия
- 1949: Prix du Meilleur livre étranger, Frankreich, für Die Blendung
- 1966: „Наградата на немската критика“
- 1966: „Литературна награда на Виена“
- 1967: „Голяма австрийска държавна награда за литература“
- 1969: „Голяма литературна награда на Баварската академия за изящни изкуства“
- 1971: Ehrengabe des Kulturkreises der deutschen Wirtschaft im BDI e. V.
- 1972: „Награда Георг Бюхнер“ на Немската академия за език и литература
- 1972: Österreichisches Ehrenzeichen für Wissenschaft und Kunst
- 1975: „Награда Нели Закс“
- 1975: „Награда Франц Набл“ на град Грац
- 1977: „Награда Готфрид Келер“
- 1979: Pour le Mérite
- 1980: „Награда Йохан Петер Хебел“ на провинция Баден-Вюртемберг
- 1981: „Нобелова награда за литература“
- 1981: „Награда Франц Кафка“ на град Клостернойбург
- 1983: „Голям Федерален орден за заслуги“
- 1985: Почетен гражданин на град Виена
- 2005: Почетен гражданин на град Русе
- 2010: Benennung der Canettistraße in Wien-Favoriten

## Театрални постановки
- 1987 г.: „Сватба“ – на сцената на Държавния сатиричен театър, София, реж. Маргарита Младенова
- 1992 г.: „Сватба“ – на сцената на Русенския театър „Сава Огнянов“, реж. Любомир Дековски (Европейски театрален знак в Русе Архив на оригинала от 2011-11-22 в Wayback Machine.)
- 1994 г.: „Комедия на суетата“ – на сцената на Русенския театър „Сава Огнянов“, реж. Любомир Дековски (Европейски театрален знак в Русе Архив на оригинала от 2011-11-22 в Wayback Machine.)
- 2003 г.: „Предопределените“ – на сцената на Русенския театър „Сава Огнянов“, реж. Елена Панайотова (Европейски театрален знак в Русе Архив на оригинала от 2011-11-22 в Wayback Machine.)
- 2004 г.: „Сватба“ – от творческия департамент на НБУ, реж. Снежина Петрова (Кафене.bg)